# Vespásia Pola

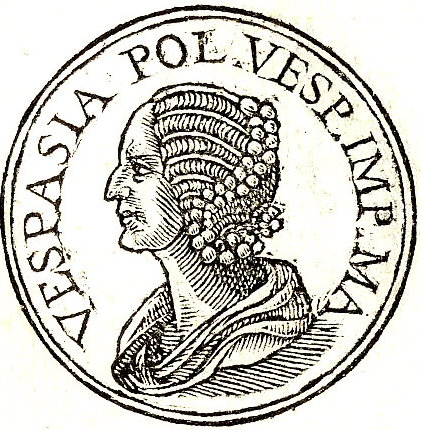
Vespasia Pola de Promptuarii Iconum Insigniorum. A sigla significa: "Vespasia Pola Vespasiani Imperatoris Mater", que significa: Vespasia Pola, mãe do Imperador Vespasianus

Vespásia Pola (também conhecido como Vespásia Polia, nascida c. 15 AC, 1º século D.C.) foi a mãe do imperador Romano Vespasiano, e avó dos imperadores, Tito e Domiciano. Pola veio de uma família equestre de Nursia.
Suetônio identifica seu pai como o Vespásio Polio, que era um de três tribunos militares e um praefectus castrorum. Seu irmão chegou a propraetor. Os Vespasis eram considerados como uma antiga família de grande renome, e Suetônio referencia um local chamado Vespasiae onde muitos de seus monumentos tinham sido construídos. Este local ficava no alto de uma montanha perto do sexto marco na estrada entre Nursia e Spoletum (atual Spoleto).
Vespasia casou-se com um coletor de impostos Tito Flávio Sabino, e ficou viúva dele. Sua filha Flavia Vespásia morreu em infância. Um filho também foi chamado de Tito Flávio Sabino serviu como cônsul em 47. Depois que seu marido morreu, ela nunca se casou novamente.[carece de fontes?]